# Nyctimystes rueppelli
Nyctimystes rueppelli es una especie de anfibio anuro del género Nyctimystes de la familia Pelodryadidae.

## Distribución geográfica
Es endémica de las islas Halmahera y Morotai, en las Molucas septentrionales.

## Apariencia
Cuando está viva, esta rana es amarilla con marcas negras. Los científicos que estudiaban ranas muertas y preservadas vieron que una rana macho tenía 4,7 cm de largo y una rana hembra de 4,0 cm de largo. Esta rana tiene marcas verticales en sus párpados inferiores.

## Estado de conservación
Se encuentra amenazada de extinción por la pérdida de su hábitat natural.